# Agricultura en la Antigua Grecia

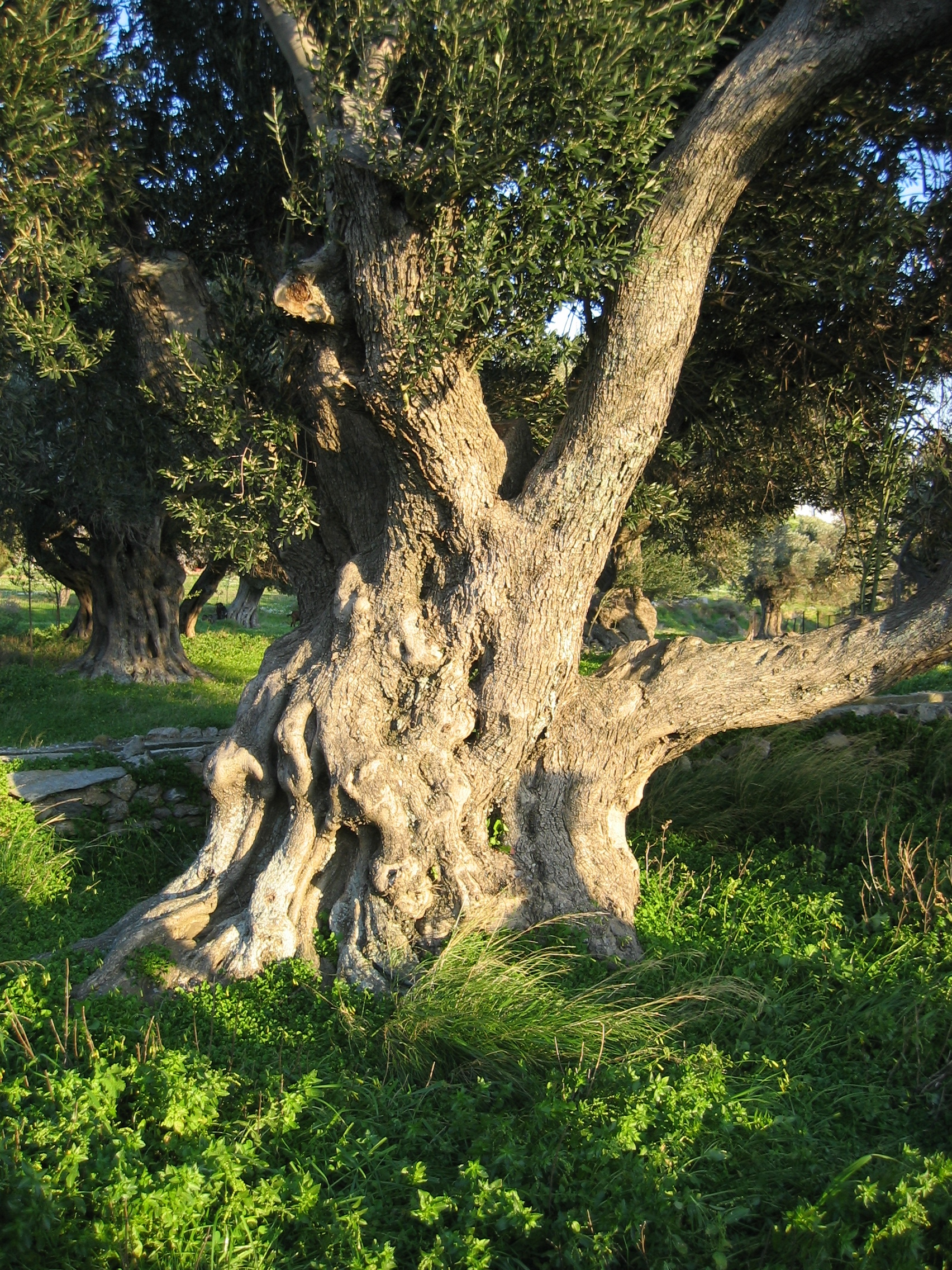
Un olivo, la base de la agricultura griega, en Eubea.

La agricultura era la base de la economía de la antigua Grecia. Cerca del 80 % de la población se dedicaba a esta actividad. Siendo una excelente tarea para el ciudadano común, dio a luz a un estilo de vida y a unas costumbres que persistieron por toda la antigüedad
Exceptuando las ciudades de la costa de Asia Menor, Grecia presentaba unas condiciones naturales relativamente homogéneas. Las montañas ocupaban el 80% del espacio disponible, y el 90% en las islas del Egeo. Esto redujo de forma significativa el espacio disponible para la agricultura y la cría de animales. El único suelo que quedaba era de pobre calidad, seco y duro. Solo unos pocos terrenos como los de Mesenia se consideraron fértiles.
El clima mediterráneo se caracteriza por presentar dos estaciones: una seca y calurosa, desde abril hasta septiembre, en la que las cuencas de los ríos tienden a secarse. La segunda es húmeda y está marcada por violentas tormentas de lluvia traídas por vientos del oeste, con temperaturas medias que impiden la formación de escarcha. Hay variedades de este clima. En las montañas los inviernos eran rigurosos y la nieve abundante. En el Ática, las Cícladas, el sur del Peloponeso y Creta, el clima era más árido que en el resto de Grecia.

## Productos derivados

### De la granja
Durante la parte 

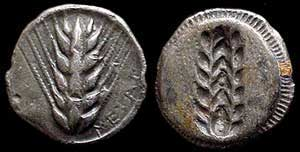
Moneda representando una espiga de cebada, símbolo de riqueza de la ciudad de Metaponto, en la Magna Grecia.

más antigua de la historia griega, como se muestra en la Odisea, la agricultura griega -y su dieta- estaba basada en cereales: cebada (κριθαί / kritaí), trigo (πύρος / pýros), y, menos frecuentemente, mijo. El término general (σῖτος / sitos), traducido normalmente por "trigo", puede de hecho designar cualquier tipo de grano de cereal. En realidad, el 90% de la producción de cereal era cebada. Incluso si los antiguos griegos estaban al tanto de que el trigo poseía un mayor valor nutricional, cultivar cebada era más fácil y a la vez más productivo. Se ha intentado varias veces calcular la producción de grano en el Ática, pero los resultados no han sido concluyentes.
En poco tiempo, la demanda de grano sobrepasó las capacidades de su producción. La "estrechez" de la tierra (στενοχωρία / stenokhôría) también explica por qué los griegos formaron colonias en el extranjero, y la importancia que los asentamientos (cleruquías) en Asia Menor tendrían para el imperio ateniense al controlar las provisiones de grano.
Por otra parte, la tierra griega era ideal para los olivos, que proporcionaban comida y aceite de oliva. La plantación de olivos data de la antigua Grecia. Plantar olivos era invertir a largo plazo: éstos tardan más de veinte años en dar fruto, y dan fruto dos años de cada tres. Las viñas también sobreviven en tierra seca, pero demandan muchos cuidados. Se plantan viñas desde la Edad del Bronce.
Estas plantaciones base aumentaron con el cultivo de vegetales (col, cebolla, ajo, lentejas, garbanzos, judías) y frutos (higo, almendra, granada). También se producían especias (salvia, menta, tomillo, ajedrea, orégano, etc.), así como plantas semilleras como la linaza, el sésamo y la amapola.

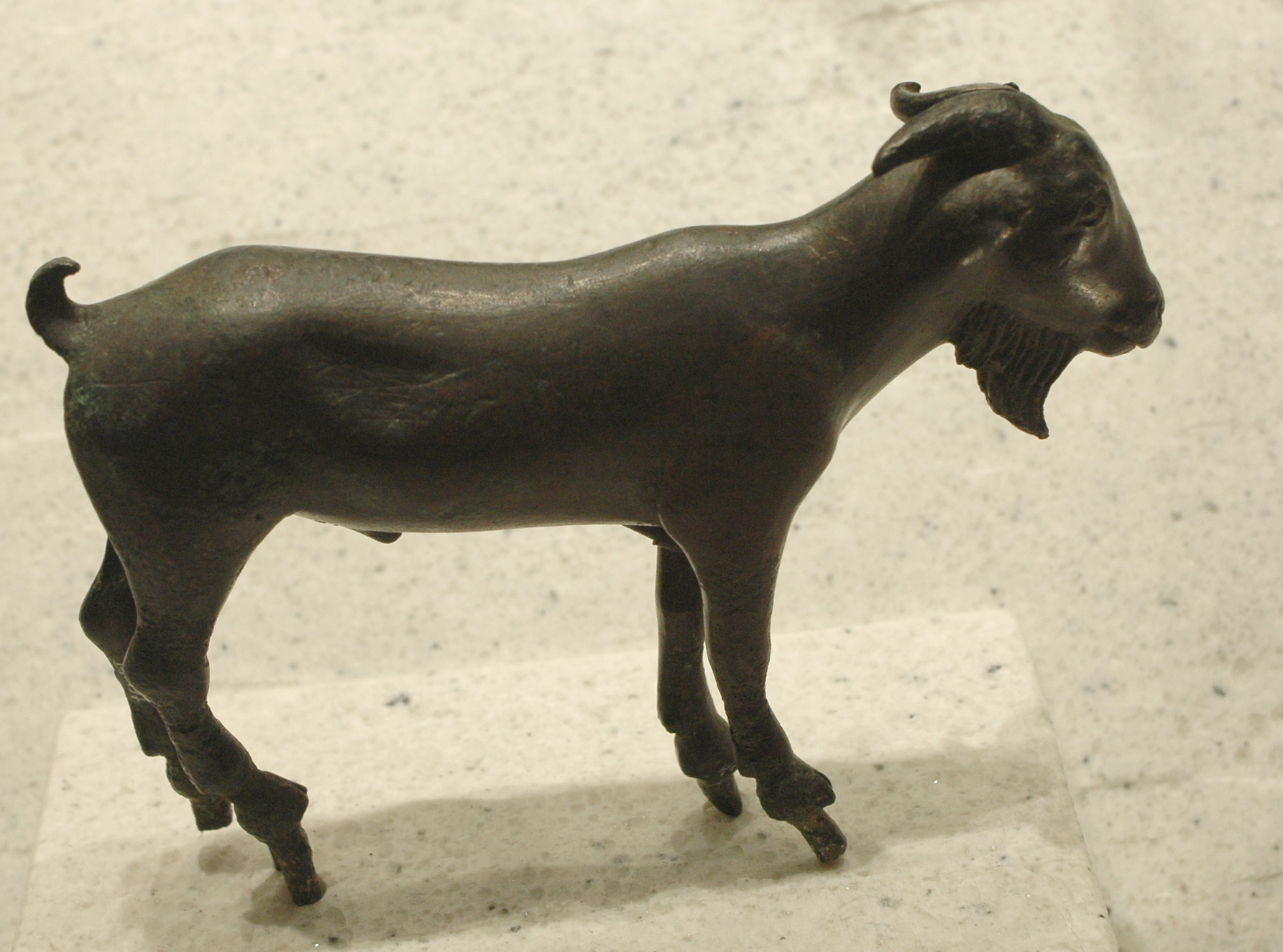
Cabra de bronce encontrada en el demo de Cefisia. Museo del Louvre.

La cría de animales, vista sobre todo como un signo de poder y riqueza en las obras de Homero, no estaba de hecho muy desarrollada debido a las limitaciones del terreno. Mientras que la civilización micénica estaba familiarizada con el pastoreo de rebaños, esto se redujo rápidamente como resultado de la expansión geográfica a un terreno menos apropiado. Las cabras y ovejas pronto llegaron a ser la inversión más común, al ser menos difíciles de criar y proporcionar carne, lana y leche (normalmente para hacer quesos). También se criaban pollos y gansos. Los bueyes casi nunca se usaban como animal de carga, pero ocasionalmente servían en los sacrificios de animales o hecatombes. Los burros, mulas y demás sí que se criaban como animal de carga.
Finalmente, se criaban caballos en las llanuras de Tesalia y Argólida; era un animal de lujo, y su posesión significaba aristocracia, debido a que eran muy costosos por el escaso número que se criaban (la mayor parte de Grecia estaba y está formada por colinas y sierras escarpadas, que son poco adecuadas para la cría de caballos y otros equinos). Según Plinio el Viejo, la alfalfa fue introducida en Grecia alrededor del 490 a. C., durante la primera guerra médica, posiblemente en forma de semillas llegadas con el forraje de la caballería persa. Pasó a ser un cultivo habitual destinado a la alimentación de los caballos. Las nubes, una comedia de Aristófanes el año 423 a. C., ilustra ampliamente cómo los atenienses presumían de caballos hasta el punto de la presunción: Fidípides, el hijo del protagonista, es adicto a las carreras de caballos y por ello arruina a su padre Estrepsíades.
La mayoría de los granjeros criaban algunos animales, como aves de corral u otros animales de pequeño tamaño que pastaban en páramos o comían las sobras de la comida. A veces se combinaban las actividades propias de la granja con las de la ganadería, y muchos se especializaron en esta última. Una inscripción menciona a un tal Eubolo de Elatia, en Focea, que poseía 220 caballos y cabezas de ganado y al menos 1000 ovejas y cabras. Los rebaños de ovejas se trasladaban entre los valles en invierno y a las montañas en verano. Existían impuestos especiales para el paso de los rebaños en las ciudades.

### Otros productos
Se usaba muy frecuentemente la madera, principalmente para uso doméstico; las casas y los carros estaban hechos de este material así como el arado. En los grandes bosques griegos situados en las montañas pastaban cabras, y además en allí se producía carbón de leña. Pronto faltaron árboles y hubo que importarlos para la fabricación de barcos (véase trirreme).
Finalmente, la apicultura producía miel, el único sustituto del azúcar que conocían los griegos. También se usaba en las medicinas y en la producción de aguamiel.

## Trabajo agrícola

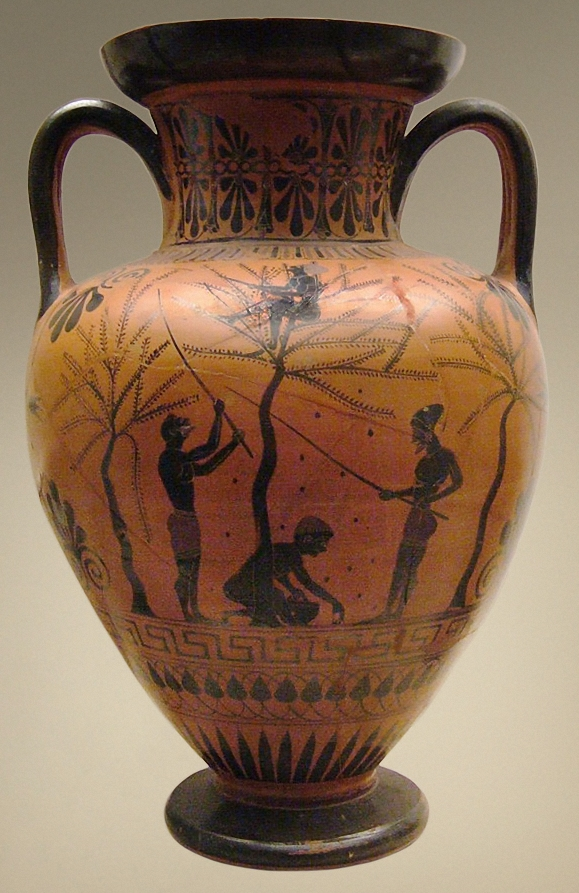
Cosecha de la oliva, Museo Británico.

Los Trabajos y días de Hesíodo (siglo VIII a. C.) y la Economía de Jenofonte (siglo IV a. C.) nos proporcionan información valiosa acerca del cultivo de la tierra.
La cosecha de la oliva tenía lugar desde finales del otoño hasta principios del invierno, ya fuera a mano o con un bastón (ver ilustración). Entonces se colocaban en cestas y se dejaban fermentar por unas cuantas semanas antes de ser prensadas. La prensa de tornillo, aunque Plinio el Viejo la llamaba prensa griega (XVIII, 37), fue un invento romano algo más tardío, del siglo II a. C. El aceite se conservaba en vasijas de terracota para usarlo durante el año. Esta también era la época de la poda de árboles y vides, y de la cosecha de legumbres. 
La primavera era la estación lluviosa, y los granjeros aprovechaban la lluvia para preparar las tierras de barbecho. En efecto, practicaron una rotación bienal de cosechas, alternando de año en año entre barbecho y cultivos. Los intentos de introducir una rotación trienal de cosechas, usando legumbres en el tercer año, no salieron bien dada la pobreza del suelo griego, la falta de mano de obra y la ausencia de maquinaria. Los griegos no usaban estiércol, posiblemente debido al poco ganado bovino que poseían. De hecho, el único abono eran las malas hierbas devueltas de nuevo a la tierra durante el período de preparación de barbecho.
En el verano, la irrigación era imprescindible. En junio, cosechaban con hoces, pues no utilizaban guadañas. El trigo era trillado por los animales: bueyes, burros y mulas lo pisoteaban. El grano resultante se almacenaba, y este lo utilizaban las mujeres y esclavos para molerlo y hacer pan. 
El otoño era la estación más importante. A principios de esta estación se cortaba la madera para preparar los suministros de leña para calefacción: si el invierno era suave en la costa, era más duro en las zonas montañosas. También se preparaba la tierra para sembrar la nueva cosecha, deshaciendo la costra reseca que se había formado durante el verano en las tierras de barbecho. Esto se hacía en tres pasos : se araba la tierra con el arado de madera, ya que el arado con reja de hierro no era habitual. Una azada de dos dientes (dikella) y un mazo completaban el equipo necesario para romper los terrones y preparar la tierra. Se sembraba a continuación con la técnica de a voleo (repartiendo las semillas en los surcos con la mano ), en el barbecho del año anterior. Era también la época de la vendimia. Los racimos son estrujados con los pies en grandes tinas y el mosto se dejaba fermentar en tinajas.

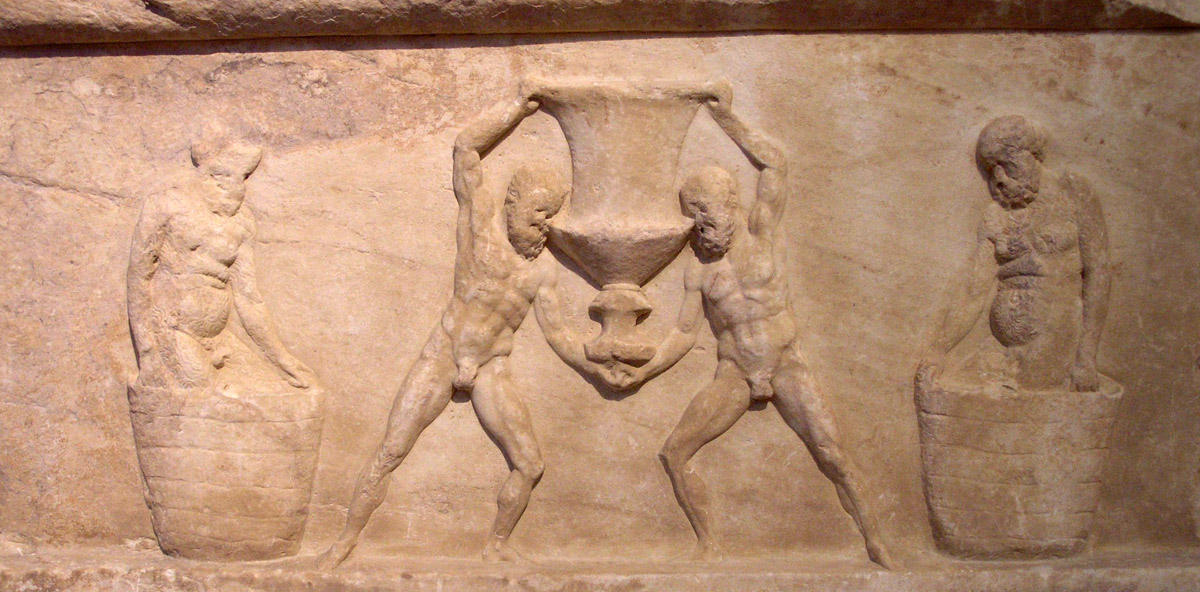
Escena de fabricación de vino por sátiros, bajorrelieve dionisíaco en un altar que datación incierta, Museo Arqueológico Nacional de Atenas.

Entre Hesíodo y Jenofonte, pasaron casi cuatro siglos, sin que se tenga la percepción de que hubiera alguna mejora en los métodos de trabajo agrícola durante ese tiempo. Las herramientas siguen siendo mediocres y ningún invento facilitaba el trabajo humano o animal. Habrá que esperar a que los romanos inventaran el molino de agua, que sustituiría la fuerza muscular por la energía hidráulica. Ni el riego, ni el abonado de las tierras o la ganadería progresaron. En general, los rendimientos eran pobres. Sólo en las tierras muy ricas, como la de Mesenia, toleraban dos cosechas sucesivas.

## Propiedades agrícolas

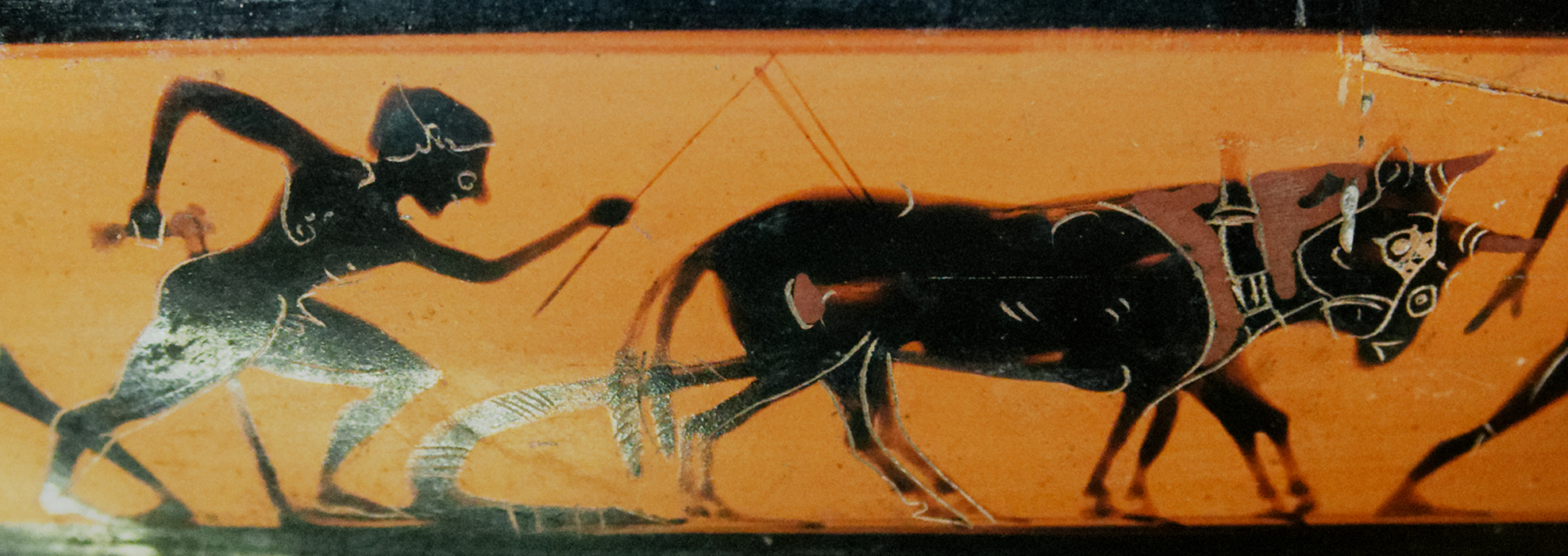
Labrador. Copa con banda ática de figuras negras, alrededor de 530 a. C. Museo del Louvre.

Las propiedades agrarias son poco conocidas, salvo en el caso de Atenas o de algunas ciudades donde las fotografías aéreas han revelado rastros de delimitaciones de terrenos. Desde el período Arcaico la tierra pertenecía a los grandes terratenientes, como los Eupátridas en Ática. Incluso las propiedades pueden variar de una región a otra: en Ática, las tierras están muy parceladas, mientras que las de Tesalia se encuentran poco divididas.
Desde el siglo VIII a. C., surgieron tensiones entre los grandes terratenientes y los pequeños agricultores, para los que cada vez era más difícil sobrevivir. Estas tensiones se explican probablemente por el crecimiento de la población debido a la disminución de la mortalidad, agravada por la práctica del reparto equitativo de la tierra en el momento de las sucesiones ( herencias ) (como se demuestra en la obra de Homero y Hesíodo). En Atenas, la crisis se resolvió con la llegada al poder de Solón (594 a. C.), que prohibió la esclavitud por deudas y tomó medidas para ayudar a los pequeños agricultores. Al preparar las bases para la distribución del poder, sin embargo, fundamentó su censo de clases en la producción agrícola.
En el siglo V a. C., siempre en Atenas, la práctica de la liturgia, obligando a los más ricos a garantizar los servicios públicos, llevó a una reducción de las principales propiedades. Se estima que la mayoría de los ciudadanos de rango hoplítico poseían alrededor de 5 hectáreas de terreno. Sin embargo, también sabemos que en el 403  a. C., la Asamblea ateniense rechazó la propuesta de Phormisios encaminada a limitar los derechos políticos a los terratenientes. De acuerdo con Dionisio de Halicarnaso, que se refiere a este caso, esto hubiera llevado a privar a 5000 ciudadanos de sus derechos, lo que representaría del 20% al 25% del conjunto de los ciudadanos. En Esparta, «la reforma de Licurgo» más radical, llevó a una división de la tierra en lotes (kleroi) iguales de (10 a 18 hectáreas), distribuidos a todos los ciudadanos. En otros lugares, los tiranos llevaron a cabo la redistribución de las tierras confiscadas a los enemigos políticos ricos.
Desde el siglo IV a. C., sin embargo, hay una concentración de propiedades, incluyendo Esparta donde, según Aristóteles (política, II, 6, 1415), «la tierra está en pocas manos». Es difícil representar con exactitud esta declaración porque tenemos muy pocos datos sobre las propiedades. De acuerdo con Moses Finley los datos, publicaciones e inscripciones, se reducen a cinco citas:
- La propiedad de un cierto Phainippos, del que se sabe que sus tierras tienen 180 y 400 hectáreas, (pseudo-Demóstenes, 42, 5, ( 330 a. C.);
- Propiedad de Alcibíades ( 450-404 antes de Cristo. ), una extensión de 28 hectáreas (Platón, Alcibiades I, 123c);
- La propiedad de un hombre llamado Aristófanes (distinto del autor cómico), una extensión de 28 hectáreas también, confiscada el ( 390 a. C. ) por el Estado ateniense (Lisias, 19, 29);
- Una tierra donada al final del siglo V por el Estado ateniense a Lisímaco, hijo de Arístides, con una extensión de 18 hectáreas;
- Una propiedad de 5,5 hectáreas, citada como ejemplo por el orador Iseo por su pequeño tamaño (V, 22).

Los grandes dominios aristocráticos griegos son pequeños comparados con los grandes latifundios romanos.
Si bien muchos autores griegos del período Arcaico hasta el período helenístico, se quejan de los «nuevos ricos» que manejan mucho dinero, la tierra está íntimamente ligada a la idea de la riqueza. El padre de Demóstenes posee 14 talentos y como bienes raíces sólo tiene su casa, pero es una excepción. Cuando el banquero Pasión hizo su fortuna, se apresuró a comprar tierras.
Por último, una parte significativa de la tierra griega es pública y / o sagrada. Cada ciudad posee tierras y se estima que en Atenas, en el período clásico, estas tierras representaban una décima parte de las tierras agrícolas. Eran propiedades de la propia ciudad, de una división administrativa (por ejemplo, en Ática, un demo) o un templo. Se arrendaban a particulares y la mayoría solían ser muy ricas.